# 十日町すこやかファクトリー
十日町すこやかファクトリー（とおかまち すこやかファクトリー）は、新潟県十日町市上新井にある食品製造工場。東日本旅客鉄道（JR東日本）の完全子会社であるJR東日本クロスステーション フーズカンパニー（旧日本レストランエンタプライズ→JR東日本フーズ）が運営する。

## 概要
東日本旅客鉄道（JR東日本）が地域振興策（「地域再発見プロジェクト」）の一環として建設を進めてきた工場で、新潟県の食材を取り入れ、洋菓子を中心に製造する。新潟県十日町産魚沼コシヒカリの米粉を使用したホールケーキロールケーキといった生菓子や、パウンドケーキ、ブラウニー、マドレーヌなど複数種類の製品がある。

## 販売・取扱
- 北陸新幹線のグランクラス（茶菓子として提供）
- JR東日本グループのコンビニエンスストア・売店[3]
- 十日町市総合観光案内所 [4]
- 十日町すこやかファクトリー恵比寿店
  - 2015年（平成27年）7月27日[5]に東京都の恵比寿駅構内に出店し、上掲の焼き菓子類以外にも新潟県産の米を使用したおにぎりなどの商品を販売している。[3]。

## 歴史
十日町市の工場は2013年（平成25年）8月に着工、翌2014年（平成26年）4月7日に「十日町すこやかファクトリー」の名称が決定したことが発表され、その後同年9月から稼働を開始した。また、地位振興の観点から工場従業員の多くを県内から採用している。